# Zuckerfabrikanten-Palast

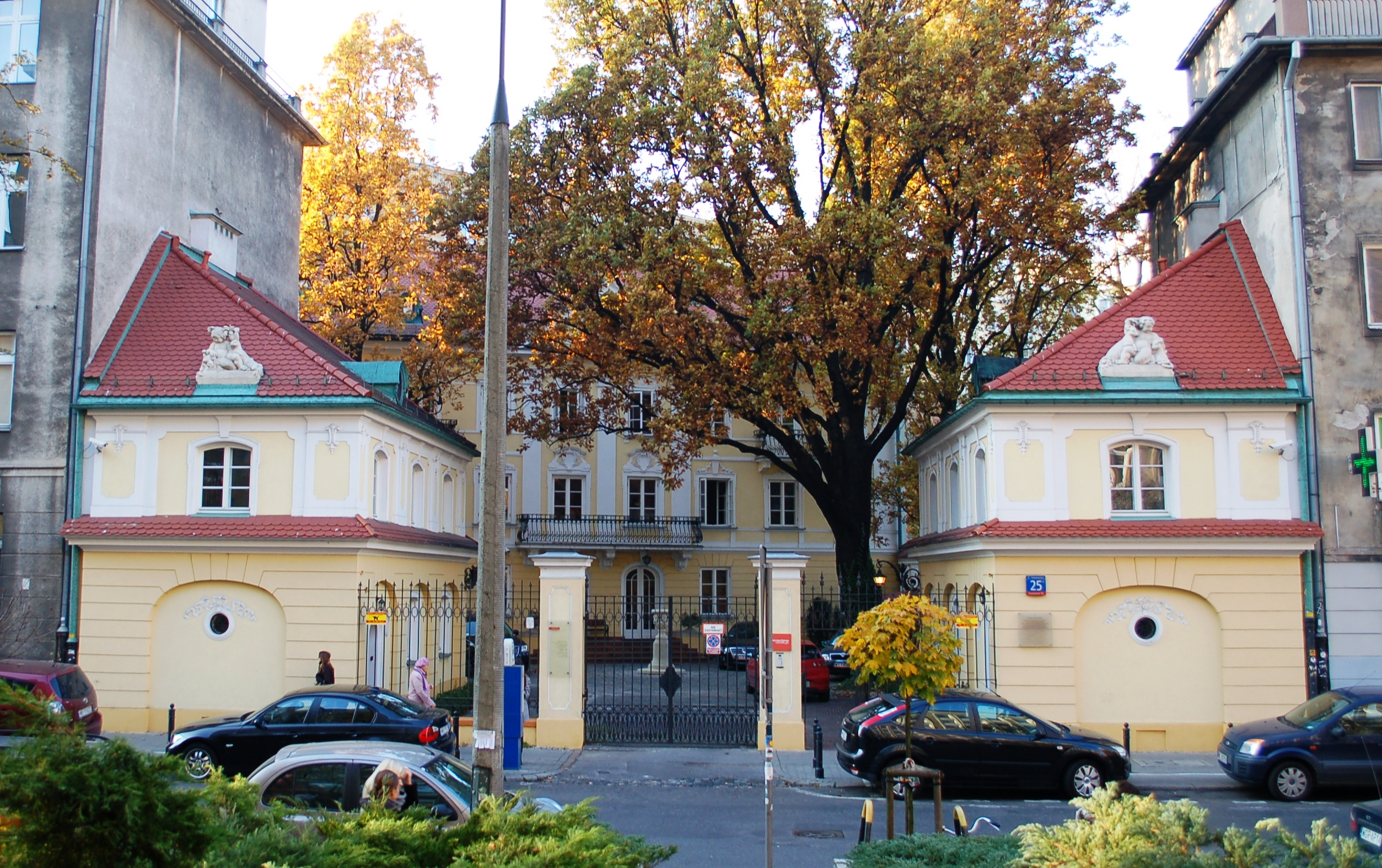
Zufahrt von der Ulica Mokotowska, hier stehen die beiden Seitengebäude

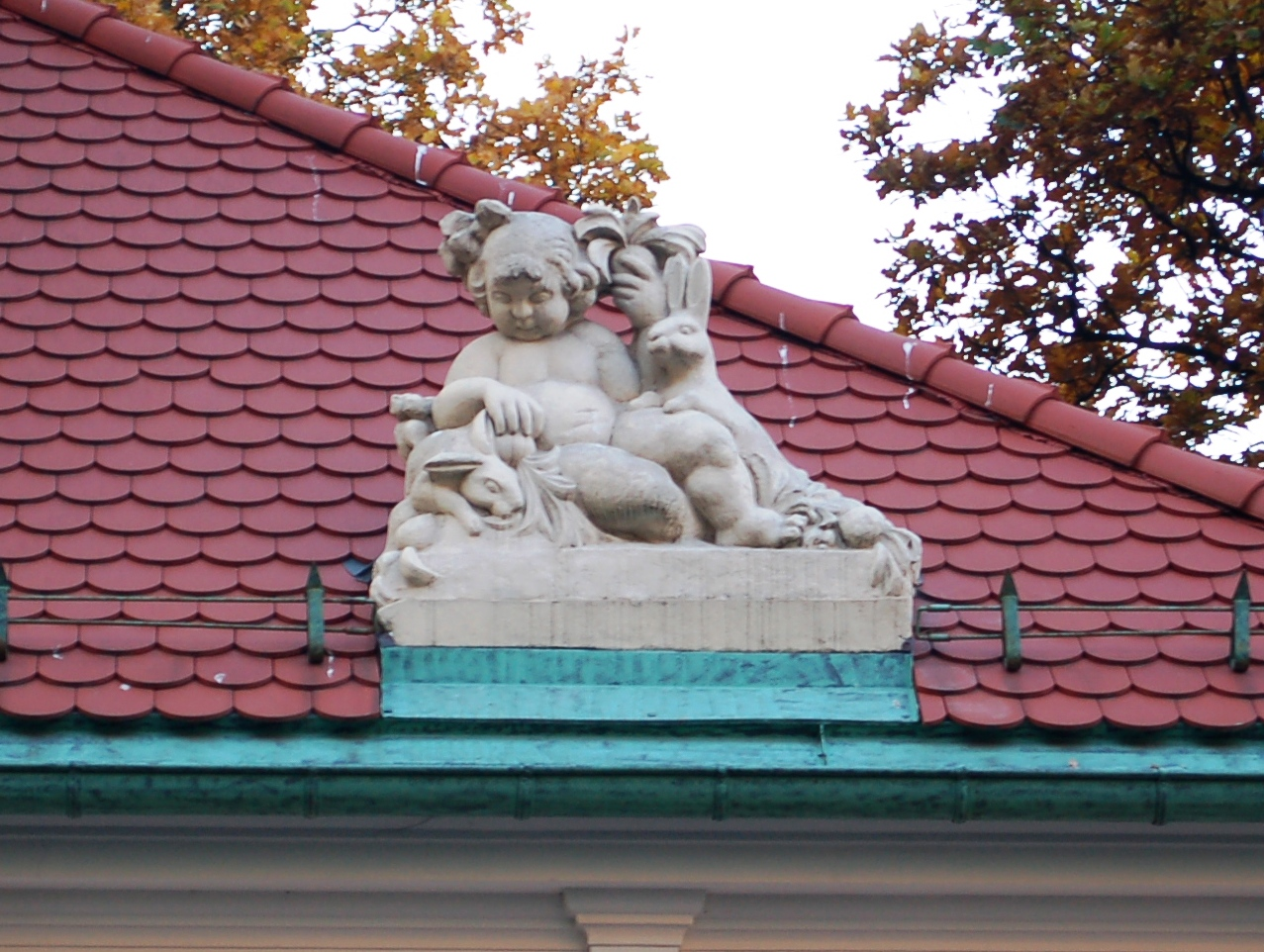
Ein in den 1930er Jahren entstandener Dachamor mit Hasen

Der Zuckerfabrikanten-Palast (auch: Palast des Verbandes der Lubliner Zuckerfabriken, polnisch: Pałacyk Cukrowników oder Pałacyk Zarządu Spółek Cukrowni Lubelskich) liegt im südlichen Teil des Warschauer Innenstadtdistrikts an der Ulica Mokotowska 25 in der Nähe des Plac Zbawiciela. Heute befindet sich hier der Sitz des Adam Mickiewicz-Institutes. Das kleine Palastensemble steht unter Denkmalschutz.

## Geschichte
Die Entstehungsgeschichte des Palastes ist strittig. Ursprünglich befand sich hier ein Gutshaus der Familie Kaczyński. 1907 übernahm Jan Kaczyński den Besitz, auf dem er etwa 1915 einen Neubau errichtete oder das bestehende Objekt ausbaute. Später betrieb Mieczysław Kaczyński mit seinem Geschäftspartner Wacław Cywiński eine Druckerei auf dem Gelände. Im Jahr 1922 erwarb der Verband der Zuckerfabriken Lublins (polnisch: Związek Cukrowni Lubelskiej) genannt „Celin“ (unter anderem mit Mitgliedsfabriken an den Standorten Zbiersk, Garbów, Lublin und Nielepów), das Anwesen. Im Folgejahr wurde das Gebäude unter der Leitung von Tadeusz Zieliński umgebaut und durch einen Seitenflügel ergänzt. Im nun im Neorokoko-Stil ausgeführten neuen Palast waren neben den Zuckerproduzenten auch andere Firmen aus dem Lubliner Raum vertreten. 
1935 kaufte Mieczysław Broniewski die Immobilie. Der Vorstand der Zuckergesellschaft wechselte in ein Gebäude in der Ulica Koszykowa 8. Broniewski ließ den Palast von Antoni Jawornicki sanieren und umgestalten. Dabei wurden auf dem Dachansatz der beiden Nebengebäude (zur Ulica Mokotowska hin) je eine kleine Statue eines liegenden Amors angebracht; der linke von Hasen, der rechte von zwei Kälbern umgeben. Unter Broniewski wurde der Palast mit wertvollen Kunstwerken ausgestattet.
Während der deutschen Besatzungszeit arbeitete im Palast ein Büro der Zuckerindustrie. Vermutlich lebte zu der Zeit auch die Mutter Broniewskis, Eugenia, in einem Teil des Gebäudes. Der von der Gestapo gesuchte Sohn war ins Ausland geflohen und kehrte erst 1947 wieder nach Warschau zurück. Der Palast war im Krieg nicht erheblich beschädigt worden.  Nach dem Krieg befand sich hier das Zentrale Ausbildungszentrum der PZPR (polnisch: Centralny Ośrodek Szkolenia Partyjnego PZPR) und später das Internationale Zentrum für Mathematik „Stefan Banach“ (polnisch: Międzynarodowe Centrum Matematyczne im. Stefana Banacha). 
1987 erfolgte eine Generalsanierung des Gebäudes. Im Jahr 2000 wurde das Objekt an einen Erben Broniewskis zurückerstattet. Der verkaufte den Palast an das Adam Minkiewicz-Institut (polnisch: Instytut Adama Mickiewicza). Im Oktober 2010 wurde am Gebäude eine Gedenktafel zur Erinnerung an die Gründer des Instituts, Bronisław Feremka und Andrzej Zakrzewski, angebracht.